# Бібліотека НТШ
Бібліотека Наукового товариства імені Шевченка у Львові – наукова бібліотека, заснована 1894 Науковим товариством імені Шевченка; перша і протягом тривалого часу єдина наукова українознавча книгозбірня. Одним із її засновників був О.Кониський. 1914 мала 70 тис. томів книг і близько 500 рукописів, 1938 – 200 тис. т. і бл. 1500 рукописів. Керівниками її були визначні бібліотекознавці й бібліографи І.Кревецький та В.Дорошенко. Збирала всі найважливіші українські та іноземні видання про Україну, вела інтенсивний міжнародний книгообмін. 1940 передана в підпорядкування Львівської бібліотеки АН УРСР (нині Львівська наукова бібліотека імені В. Стефаника НАН України), однак фонди залишились у старому приміщенні, крім рукописів, стародруків і тих, які були передані до спецфондів. (Після 1947 сформувалися бібліотеки НТШ у Нью-Йорку (США), Сарселі (поблизу Парижа, Франція), Торонто (Канада) і Мельбурні (Австралія).) З відновленням 1989 НТШ у Львові товариство почало формувати нову бібліотечну збірку, значною мірою за рахунок пожертв установ та осіб з української діаспори.